# Ley de los Derechos de Autor de 1976
La Ley de Derechos de Autor de 1976, en inglés "Copyright Act of 1976", es una ley de copyright o derechos de autor de Estados Unidos y sigue siendo la base principal de la ley de derechos de autor en los Estados Unidos, en su versión modificada por varias disposiciones de derechos de autor más tarde promulgadas. La Ley establece los derechos básicos de los titulares de derechos de autor, codificada la doctrina de "uso justo", y para la mayoría de los nuevos derechos de autor adoptando un término unitario basado en la fecha de la muerte del autor y no el esquema previo de los términos iniciales y de renovación fijos. Se convirtió en la Ley Pública 94-553 el 19 de octubre de 1976, y entró en vigor el 1 de enero de 1978.

## Historia
Antes de la ley de 1976, la última gran revisión de la ley estatutaria de derechos de autor en los Estados Unidos ocurrió en 1909. En sus deliberaciones la Ley, el Congreso tomó nota de que amplios avances tecnológicos se han producido desde la aprobación de la Ley de 1909. Televisión, películas, grabaciones de sonido, y la radio fueron citados como ejemplos. La ley fue diseñada en parte para hacer frente a cuestiones de propiedad intelectual planteadas por estas nuevas formas de comunicación. (ver informe de Casa número 94-1476)
Aparte de los avances en la tecnología, el otro principal impulso detrás de la adopción de la ley de 1976 fue el desarrollo y la participación de Estados Unidos en la Convención Universal sobre Derecho de Autor (UCC) (y su participación prevista en el Convenio de Berna). Mientras que los EE. UU. se hizo parte en la UCC en 1955, la maquinaria del gobierno fue lento para actualizar la ley de copyright de los Estados Unidos a cumplir con las normas de la Convención. Barbara Ringer, el Registro de Derechos de Autor de los Estados Unidos, tuvo un papel activo en la redacción de una nueva ley de derechos de autor. [1]
En los años siguientes la adopción de la UCC de los Estados Unidos, el Congreso encargó varios estudios sobre la reforma general de la ley de derechos de autor, que culminó en un informe publicado en el año 1961. Un borrador del proyecto de ley fue presentado en la Cámara y el Senado en 1964, pero la versión original de la Ley se revisó varias veces entre 1964 y 1976 (véase el informe de la Casa número 94 a 1476). El proyecto de ley se aprobó como S. 22 de la 94.º Congreso por una votación de 97-0 en el Senado el 19 de febrero de 1976. S. 22 fue aprobada por una votación de 316-7 en la Cámara de Representantes el 22 de septiembre de 1976 . la versión final fue aprobada en la ley como el título 17 del Código de los Estados Unidos el 19 de octubre de 1976, cuando Gerald Ford firmó. La ley entró en vigor el 1 de enero de 1978. En ese momento, la ley se considera que es un compromiso justo entre los editores y autores los derechos.
Barbara Ringer llama la nueva ley de "un compromiso equilibrado que se reduce en el lado de los autores y creadores en casi todos los casos." [2] La ley fue discutido casi exclusivamente en los editores "y bibliotecarios revistas, y con la excepción de un media artículo de la página en el Tiempo, no fue discutido en publicaciones convencionales en absoluto. La ventaja reclamado de la extensión de la ley de la vigencia de los derechos de autor que subsisten fue que "las regalías se pagarán a las viudas y herederos de un extra de 190 años para tal sobre-a-expiran los derechos de autor como los de Winesburg de Sherword Anderson, Ohio...." [2] el otro objetivo de la prórroga era para proteger los derechos de autor "de por vida más 50 años, el término más común a nivel internacional y el que luchó por Twain en su curso de la vida." [2] otras extensiones tanto de plazo y alcance han sido deseada por algunos, como se describe en este artículo de la revista Time ". [2]